# Линия Намбоку

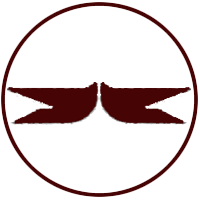

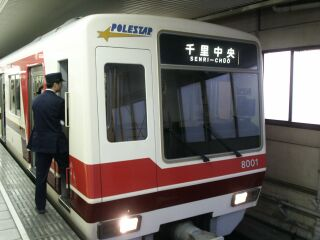
Поезд Китакю 8000 серии

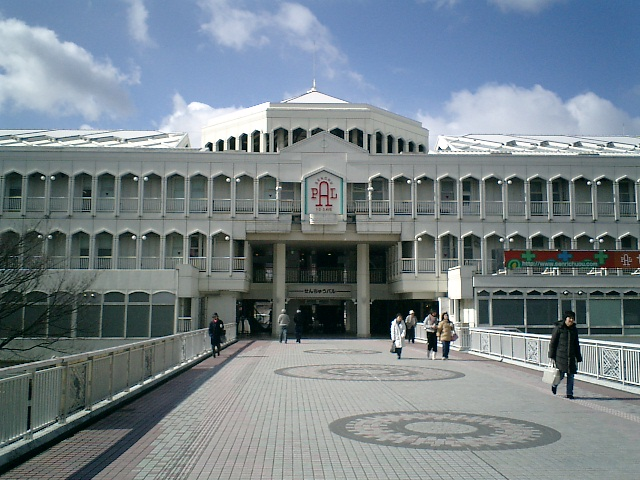
Станция Сенри-Тюо

Электрическая железная дорога Кита—Осака (яп. 北大阪急行電鉄 (Kita Ōsaka Kyūkō Dentetsu)) — система городских электропоездов в Большой Осаке, Япония. Состоит из единственной линии, названной Намбоку (яп. 南北線 (Namboku  sen)). Представляет собой продолжение линии Мидосудзи метрополитена Осаки. «Китакю» — сокращённое название компании, владеющей линией, а также рядом коммерческих объектов, связанных с инфраструктурой железной дороги.

## История
Линия была открыта 24 февраля 1970 года с целью соединить северную конечную станцию линии Мидосудзи — Эсака, и территорию выставки Expo '70. Участок, подходивший непосредственно к выставке, был закрыт 14 сентября того же года, а линия была продлена до новой подземной конечной Сэнри-Тюо. На всех станциях линии установлены автоматические платформенные ворота.
План продления линии на 2,5 км (1,6 мили) к северу от Сенри-Тюо до города Мино был предложен в 1989 году. Муниципальное правительство Мино обменялось письмом-подтверждением с Ханкю и Китакю относительно исследований по продлению в 2011 году, и Правительство префектуры Осака присоединилось к четырёхстороннему меморандуму о взаимопонимании в 2012 году.
19 января 2017 года началось строительство продления линии до Мино-Каяно, на которой имеется одна промежуточная станция в Мино-Семба-Хандаймаэ. Первоначально завершение строительства было запланировано на 2020 год; В мае 2019 года запланированная дата открытия пристройки была перенесена на 2023 год из-за проблем со строительством. Запланированное открытие пристройки было назначено на конец 2023 года, но позже было перенесено на 23 марта 2024 года.

В настоящее время новый участок линии принят в эксплуатацию и, таким образом, конечной и самой северной станцией в системе является Мино-Каяно (М06).